# Edenbridge (Kent)
Edenbridge es una parroquia civil y una villa del distrito de Sevenoaks, en el condado de Kent (Inglaterra).

## Geografía
Según la Oficina Nacional de Estadística británica, Edenbridge tiene una superficie de 22,02 km².

## Demografía
Según el censo de 2001, Edenbridge tenía 7808 habitantes (48,05% varones, 51,95% mujeres) y una densidad de población de 354,59 hab/km². El 20,17% eran menores de 16 años, el 71,62% tenían entre 16 y 74 y el 8,21% eran mayores de 74. La media de edad era de 40,37 años. Del total de habitantes con 16 o más años, el 25,46% estaban solteros, el 57,45% casados y el 17,09% divorciados o viudos.
El 95,31% de los habitantes eran originarios del Reino Unido. El resto de países europeos englobaban al 1,91% de la población, mientras que el 2,78% había nacido en cualquier otro lugar. Según su grupo étnico, el 98,6% eran blancos, el 0,64% mestizos, el 0,4% asiáticos, el 0,26% negros, el 0,04% chinos y el 0,06% de cualquier otro. El cristianismo era profesado por el 74,33%, el budismo por el 0,12%, el hinduismo por el 0,08%, el judaísmo por el 0,12%, el islam por el 0,26%, el sijismo por el 0,15% y cualquier otra religión por el 0,38%. El 16,25% no eran religiosos y el 8,31% no marcaron ninguna opción en el censo.
3854 habitantes eran económicamente activos, 3732 de ellos (96,83%) empleados y 122 (3,17%) desempleados. Había 3250 hogares con residentes, 77 vacíos y 9 eran alojamientos vacacionales o segundas residencias.